# Милакер
Милакер (њем. Mühlacker) град је у њемачкој савезној држави Баден-Виртемберг. Једно је од 28 општинских средишта округа Енцкрајс. Према процјени из 2010. у граду је живјело 25.780 становника. Посједује регионалну шифру (AGS) 8236040.

## Географски и демографски подаци
Милакер се налази у савезној држави Баден-Виртемберг у округу Енцкрајс. Град се налази на надморској висини од 240 метара. Површина општине износи 54,3 km². У самом граду је, према процјени из 2010. године, живјело 25.780 становника. Просјечна густина становништва износи 475 становника/km².

## Међународна сарадња
| Мјесто           | Држава  | Врста сарадње | Од    |
| ---------------- | ------- | ------------- | ----- |
| Басано дел Грапа | Италија | партнерство   | 1979. |
| Извор            |         |               |       |